# Fantasista
«Fantasista» es el décimo maxisencillo de la banda Dragon Ash, perteneciente al álbum Harvest, lanzado en el 2002. "Fantasista" fue una de las canciones oficiales de la Copa Mundial de Fútbol de 2002. Por cierto, la canción lleva el nombre de uno de los nombres de un delantero en el fútbol.

## Lista de canciones
1. «Fantasista» – 4:30
2. «Mob Squad» – 4:04
3. «Patience» – 4:15

- Datos: Q5434163